# René Capistrán Garza
René Capistrán Garza (26 de janeiro de 1898; Tampico, México - 16 de setembro de 1974; Cidade do México, México), foi um roteirista, político, advogado e líder da Associação Católica da Juventude Mexicana (ACJM).

## Biografia
Nascido em 26 de janeiro de 1898 na cidade de Tampico, no estado de Tamaulipas, René Capistrán Garza estudou direito na Universidade Nacional Autônoma do México (UNAM), onde se formou em 1920. Depois de se formar, tornou-se advogado e iniciou sua carreira política.

### Ativismo Cristão e Defesa da Liberdade Religiosa
Em 1922, foi cofundador e presidente da Associação Católica da Juventude Mexicana (ACJM), uma das principais organizações da sociedade civil mexicana de oposição às políticas anticlericais e a perseguição violenta contra os católicos por parte do governo mexicano. Em 1925, a ACJM tornou-se a base da Liga Nacional para a Defesa das Liberdades Religiosas (LNDLR), organização que liderou a Guerra Cristera.
Com a eleição de 1924 de Plutarco Elías Calles, um ateu estridente, a perseguição institucional contra o clero e os católicos se radicalizou. Calles aplicou as leis anticlericais rigorosamente em todo o país e acrescentou a sua própria legislação anticlerical aumentando ainda mais as limitações e perseguições. Em junho de 1926, assinou a "Lei de Reforma do Código Penal", conhecida oficiosamente como "Lei Calles". Isto previa penalidades específicas para padres e indivíduos que violassem as disposições da Constituição de 1917.
Em resposta a estas medidas, as organizações católicas começaram a intensificar a sua resistência, unindo a Liga Nacional para a Defesa da Liberdade Religiosa, a Associação Mexicana da Juventude Católica e a União Popular, um partido político católico fundado em 1925.

### Comandante do Exército Cristero e Manifesto de El Paso
Em 26 de novembro de 1926 foi convocado o levante Cristero através do manifesto de El Paso, do qual René foi um dos autores e subscritores, o qual consistia em cinco declarações por parte das forças cristeras:
- I. Não se reconhece como legítimos os Poderes Executivo, Legislativo e Judiciário da União (Governo Calles).
- II. Não se reconhece como legítimos os Poderes Executivo, Legislativo e Judiciário dos Estados. É reconhecida validade jurídica aos atos praticados pelo atual Poder Judiciário no território controlado pelo Governo usurpador (Governo Calles) em tudo que não contrarie os princípios fundamentais do programa deste movimento.
- III. Não se reconhece como legítimas nenhuma das Câmaras Municipais da República e durante o Governo Provisório a ser instalado os municípios serão nomeados pelo Chefe do Poder Executivo da Cidade do México, nos Territórios Distritais e Federais e pelos Governadores dos Estados de sua jurisdição.
- IV Os idealizadores deste plano assumirão os cargos respectivamente de Chefe do Poder Executivo e de responsável pelo Controle Militar.
- V O Chefe do Poder Executivo nomeará um órgão consultivo e nomeará o pessoal que compõe as Secretarias de Estado, os Governadores dos Estados e autorizará cargos militares superiores ao posto de Coronel.
- VI A reorganização política, social e económica do País está a cargo do Governo Nacional Libertador.[3][4]

Com essa declaração, Capistrán Garza foi nomeado pelos signatários do manifesto para os cargos de Presidente Interino do Governo Provisório e Comandante em Chefe do Exército Cristero.

### Expedição para os EUA
Face o conflito militar com o Governo Calles, René Garza decidiu fazer uma expedição oficial do Governo Provisório Cristero, com o objetivo de gerar simpatia pela causa Cristera entre os cristãos e católicos americanos através de discursos, artigos, e eventos públicos que ele esperava que se traduziriam em grandes doações em dinheiro para comprar munições desesperadamente necessárias para o Exército Cristero. Garza sabia que o apoio americano ditaria o resultado da guerra, mas os bispos americanos estavam relutantes em dar qualquer sinal de apoio a uma rebelião armada contra um governo reconhecido pelos Estados Unidos , fazendo com que a estada de Garza no norte quase não rendesse frutos.